# Dél-Korea a 2024. évi nyári olimpiai játékokon
Dél-Korea a franciaországi Párizsban megrendezett 2024. évi nyári olimpiai játékok egyik részt vevő nemzete. Az országot az olimpián 24 sportágban 141 sportoló képviseli.

## Érmesek
| Érem  | Versenyző                                                                         | Sportág       | Versenyszám        |
| ----- | --------------------------------------------------------------------------------- | ------------- | ------------------ |
| Arany | O Szanguk (Oh Sang-uk)                                                            | Vívás         | Kard, egyéni       |
| Arany | O Jedzsin (Oh Ye-jin)                                                             | Sportlövészet | Légpisztoly (10 m) |
| Arany | Cson Hunjong (Jeon Hun-young) Im Sihjon (Lim Si-hyeon) Nam Szuhjon (Nam Su-hyeon) | Íjászat       | Női csapat         |
| Ezüst | Kum Dzsihjon (Keum Ji-hyeon) Pak Hadzsun (Park Ha-jun)                            | Sportlövészet | Légpuska (10 m)    |
| Bronz | Kim Umin (Kim Woo-min)                                                            | Úszás         | 400 m gyors        |

## Asztalitenisz
Férfi
| Versenyző                                                                            | Versenyszám | Selejtező         | 64-es főtábla     | 48-as főtábla     | 32-es főtábla     | Nyolcaddöntő      | Negyeddöntő       | Elődöntő          | Döntő             | Helyezés |
| Versenyző                                                                            | Versenyszám | Ellenfél Eredmény | Ellenfél Eredmény | Ellenfél Eredmény | Ellenfél Eredmény | Ellenfél Eredmény | Ellenfél Eredmény | Ellenfél Eredmény | Ellenfél Eredmény | Helyezés |
| ------------------------------------------------------------------------------------ | ----------- | ----------------- | ----------------- | ----------------- | ----------------- | ----------------- | ----------------- | ----------------- | ----------------- | -------- |
| Cso Deszong (Cho Dae-seong)                                                          | Egyes       |                   |                   |                   |                   |                   |                   |                   |                   |          |
| Csang Udzsin (Jang Woo-jin)                                                          | Egyes       |                   |                   |                   |                   |                   |                   |                   |                   |          |
| Cso Deszong (Cho Dae-seong) Csang Udzsin (Jang Woo-jin) Im Dzsonghun (Lim Jong-hoon) | Csapat      | N/A               | N/A               | N/A               | N/A               |                   |                   |                   |                   |          |

Női
| Versenyző                                                               | Versenyszám | Selejtező         | 64-es főtábla     | 48-as főtábla     | 32-es főtábla     | Nyolcaddöntő      | Negyeddöntő       | Elődöntő          | Döntő             | Helyezés |
| Versenyző                                                               | Versenyszám | Ellenfél Eredmény | Ellenfél Eredmény | Ellenfél Eredmény | Ellenfél Eredmény | Ellenfél Eredmény | Ellenfél Eredmény | Ellenfél Eredmény | Ellenfél Eredmény | Helyezés |
| ----------------------------------------------------------------------- | ----------- | ----------------- | ----------------- | ----------------- | ----------------- | ----------------- | ----------------- | ----------------- | ----------------- | -------- |
| Cson Dzsihi (Jeon Ji-hee)                                               | Egyes       |                   |                   |                   |                   |                   |                   |                   |                   |          |
| Sin Jubin (Shin Yu-bin)                                                 | Egyes       |                   |                   |                   |                   |                   |                   |                   |                   |          |
| Sin Jubin (Shin Yu-bin) Cson Dzsihi (Jeon Ji-hee) I Unhje (Lee Eun-hye) | Csapat      | N/A               | N/A               | N/A               | N/A               |                   |                   |                   |                   |          |

Vegyes
| Versenyző                                            | Versenyszám  | Nyolcaddöntő      | Negyeddöntő       | Elődöntő          | Döntő             | Helyezés |
| Versenyző                                            | Versenyszám  | Ellenfél Eredmény | Ellenfél Eredmény | Ellenfél Eredmény | Ellenfél Eredmény | Helyezés |
| ---------------------------------------------------- | ------------ | ----------------- | ----------------- | ----------------- | ----------------- | -------- |
| Im Dzsonghun (Lim Jong-hoon) Sin Jubin (Shin Yu-bin) | Vegyes páros |                   |                   |                   |                   |          |

## Atlétika
Férfi
| Versenyző                           | Versenyszám     | Idő | Helyezés |
| ----------------------------------- | --------------- | --- | -------- |
| Cshö Bjonggvang (Choe Byeong-kwang) | 20 km gyaloglás |     |          |

| Versenyző                    | Versenyszám | Selejtező | Selejtező | Döntő    | Döntő    |
| Versenyző                    | Versenyszám | Eredmény  | Helyezés  | Eredmény | Helyezés |
| ---------------------------- | ----------- | --------- | --------- | -------- | -------- |
| U Szanghjok (Woo Sang-hyeok) | Magasugrás  |           |           |          |          |
| Kim Dzsangu (Kim Jang-woo)   | Hármasugrás |           |           |          |          |

## Birkózás
Férfi
Kötöttfogású
| Versenyző                      | Versenyszám | Nyolcaddöntő      | Negyeddöntő       | Elődöntő          | Vigaszág elődöntő | Bronz- mérkőzés   | Döntő             | Helyezés |
| Versenyző                      | Versenyszám | Ellenfél Eredmény | Ellenfél Eredmény | Ellenfél Eredmény | Ellenfél Eredmény | Ellenfél Eredmény | Ellenfél Eredmény | Helyezés |
| ------------------------------ | ----------- | ----------------- | ----------------- | ----------------- | ----------------- | ----------------- | ----------------- | -------- |
| Kim Szungdzsun (Kim Seung-jun) | 97 kg       |                   |                   |                   |                   |                   |                   |          |
| I Szungcshan (Lee Seung-chan)  | 130 kg      |                   |                   |                   |                   |                   |                   |          |

## Breaktánc
| Versenyző                  | Becenév | Versenyszám  | Kvalifikáció | Kvalifikáció | Csoportkör        | Negyeddöntő       | Elődöntő          | Döntő / bronzmeccs | Döntő / bronzmeccs |
| Versenyző                  | Becenév | Versenyszám  | Pontszám     | Helyezés     | Ellenfél Eredmény | Ellenfél Eredmény | Ellenfél Eredmény | Ellenfél Eredmény  | Helyezés           |
| -------------------------- | ------- | ------------ | ------------ | ------------ | ----------------- | ----------------- | ----------------- | ------------------ | ------------------ |
| Kim Hongjol (Kim Hong-yul) | Hong10  | Férfi egyéni |              |              | 0                 |                   |                   |                    |                    |

## Cselgáncs
Férfi
| Versenyző                    | Versenyszám | Selejtező         | 32-es főtábla      | Nyolcaddöntő          | Negyeddöntő            | Elődöntő          | Vigaszág elődöntő | Bronz- mérkőzés   | Döntő             | Helyezés |
| Versenyző                    | Versenyszám | Ellenfél Eredmény | Ellenfél Eredmény  | Ellenfél Eredmény     | Ellenfél Eredmény      | Ellenfél Eredmény | Ellenfél Eredmény | Ellenfél Eredmény | Ellenfél Eredmény | Helyezés |
| ---------------------------- | ----------- | ----------------- | ------------------ | --------------------- | ---------------------- | ----------------- | ----------------- | ----------------- | ----------------- | -------- |
| Kim Vondzsin (Kim Won-jin)   | Légsúly     | erőnyerő          | Zulu (ZAM) · 10–00 | Aghayev (AZE) · 10–00 | Mkheidze (FRA) · 00–01 | kiesett           | kiesett           | kiesett           | kiesett           | kiesett  |
| An Baul                      | Harmatsúly  |                   |                    |                       |                        |                   |                   |                   |                   |          |
| I Dzsunhvan (Lee Joon-hwan)  | Váltósúly   |                   |                    |                       |                        |                   |                   |                   |                   |          |
| Han Dzsujop (Han Ju-yeop)    | Középsúly   |                   |                    |                       |                        |                   |                   |                   |                   |          |
| Kim Mindzsong (Kim Min-jong) | Nehézsúly   |                   |                    |                       |                        |                   |                   |                   |                   |          |

Női
| Versenyző                   | Versenyszám  | 32-es főtábla     | Nyolcaddöntő            | Negyeddöntő       | Elődöntő          | Vigaszág elődöntő | Bronz- mérkőzés   | Döntő             | Helyezés |
| Versenyző                   | Versenyszám  | Ellenfél Eredmény | Ellenfél Eredmény       | Ellenfél Eredmény | Ellenfél Eredmény | Ellenfél Eredmény | Ellenfél Eredmény | Ellenfél Eredmény | Helyezés |
| --------------------------- | ------------ | ----------------- | ----------------------- | ----------------- | ----------------- | ----------------- | ----------------- | ----------------- | -------- |
| I Hjegjong (Lee Hye-kyeong) | Légsúly      | erőnyerő          | Babulfath (SWE) · 00–10 | kiesett           | kiesett           | kiesett           | kiesett           | kiesett           | kiesett  |
| Csong Jerin (Jung Ye-rin)   | Harmatsúly   |                   |                         |                   |                   |                   |                   |                   |          |
| Ho Mimi (Huh Mi-mi)         | Könnyűsúly   |                   |                         |                   |                   |                   |                   |                   |          |
| Kim Dzsiszu (Kim Ji-su)     | Váltósúly    |                   |                         |                   |                   |                   |                   |                   |          |
| Jun Hjondzsi (Yoon Hyun-ji) | Félnehézsúly |                   |                         |                   |                   |                   |                   |                   |          |
| Kim Hajun (Kim Ha-yun)      | Nehézsúly    |                   |                         |                   |                   |                   |                   |                   |          |

Vegyes csapat
|  | Vegyes csapat |

## Golf
| Tom Kim                     | Férfi egyéni |  |  |  |  |  |  |  |
| An Bjonghon (An Byeong-hun) | Férfi egyéni |  |  |  |  |  |  |  |
| Ko Dzsinjong (Ko Jin-young) | Női egyéni   |  |  |  |  |  |  |  |
| Amy Yang                    | Női egyéni   |  |  |  |  |  |  |  |
| Kim Hjodzsu (Kim Hyo-joo)   | Női egyéni   |  |  |  |  |  |  |  |

## Íjászat
Férfi
| Versenyző                                                                 | Versenyszám | Selejtező | Selejtező | 64-es főtábla         | 32-es főtábla     | Nyolcaddöntő      | Negyeddöntő       | Elődöntő          | Döntő             | Helyezés |
| Versenyző                                                                 | Versenyszám | Pont      | Kiemelés  | Ellenfél Eredmény     | Ellenfél Eredmény | Ellenfél Eredmény | Ellenfél Eredmény | Ellenfél Eredmény | Ellenfél Eredmény | Helyezés |
| ------------------------------------------------------------------------- | ----------- | --------- | --------- | --------------------- | ----------------- | ----------------- | ----------------- | ----------------- | ----------------- | -------- |
| Kim Dzsedok (Kim Je-deok)                                                 | Egyéni      | 682       | 2         | Roux (RSA) · –        |                   |                   |                   |                   |                   |          |
| Kim Udzsin (Kim Woo-jin)                                                  | Egyéni      | 686       | 1         | Madaye (CHA) · –      |                   |                   |                   |                   |                   |          |
| I Uszok (Lee Woo-seok)                                                    | Egyéni      | 681       | 5         | Boukouvalas (AUS) · – |                   |                   |                   |                   |                   |          |
| Kim Dzsedok (Kim Je-deok) Kim Udzsin (Kim Woo-jin) I Uszok (Lee Woo-seok) | Csapat      | 2049      | 1         | N/A                   | N/A               | erőnyerő          |                   |                   |                   |          |

Női
| Versenyző                                                                         | Versenyszám | Selejtező | Selejtező | 64-es főtábla     | 32-es főtábla     | Nyolcaddöntő      | Negyeddöntő       | Elődöntő          | Döntő             | Helyezés |
| Versenyző                                                                         | Versenyszám | Pont      | Kiemelés  | Ellenfél Eredmény | Ellenfél Eredmény | Ellenfél Eredmény | Ellenfél Eredmény | Ellenfél Eredmény | Ellenfél Eredmény | Helyezés |
| --------------------------------------------------------------------------------- | ----------- | --------- | --------- | ----------------- | ----------------- | ----------------- | ----------------- | ----------------- | ----------------- | -------- |
| Cson Hunjong (Jeon Hun-young)                                                     | Egyéni      | 664       | 13        | Healey (GBR) · –  |                   |                   |                   |                   |                   |          |
| Im Sihjon (Lim Si-hyeon)                                                          | Egyéni      | 694       | 1         | Rivera (PUR) · –  |                   |                   |                   |                   |                   |          |
| Nam Szuhjon (Nam Su-hyeon)                                                        | Egyéni      | 688       | 2         | Ali (EGY) · –     |                   |                   |                   |                   |                   |          |
| Cson Hunjong (Jeon Hun-young) Im Sihjon (Lim Si-hyeon) Nam Szuhjon (Nam Su-hyeon) | Csapat      | 2046      | 1         | N/A               | N/A               | erőnyerő          |                   |                   |                   |          |

Vegyes csapat
| Versenyző                                         | Versenyszám | Selejtező | Selejtező | Nyolcaddöntő      | Negyeddöntő       | Elődöntő          | Döntő             | Helyezés |
| Versenyző                                         | Versenyszám | Pont      | Kiemelés  | Ellenfél Eredmény | Ellenfél Eredmény | Ellenfél Eredmény | Ellenfél Eredmény | Helyezés |
| ------------------------------------------------- | ----------- | --------- | --------- | ----------------- | ----------------- | ----------------- | ----------------- | -------- |
| Kim Udzsin (Kim Woo-jin) Im Sihjon (Lim Si-hyeon) | Vegyes      | 1380      | 1         | Tajvan (TPE) · –  |                   |                   |                   |          |

## Kerékpározás

### Országúti kerékpározás
Férfi
| Versenyző           | Versenyszám   | Idő | Helyezés |
| ------------------- | ------------- | --- | -------- |
| Kim Juro (Kim Euro) | Mezőnyverseny |     |          |

Női
| Versenyző                  | Versenyszám   | Idő | Helyezés |
| -------------------------- | ------------- | --- | -------- |
| Szong Mindzsi (Song Minji) | Mezőnyverseny |     |          |

## Kézilabda

### Női
| Dél-koreai női kézilabdacsapat-játékoskeret | Dél-koreai női kézilabdacsapat-játékoskeret |
| --- | --- |
| - Szong Dzsijong (Song Ji-young) - Sin Undzsu (Shin Eun-joo) - Ju Unhi (Ryu Eun-hee) - Csong Dzsinhi (Jeong Jin-hui) - Pak Szejong (Park Sae-young) - Han Miszul (Han Mi-seul) - Kang Unhje (Kang Eun-hye) | - U Binna (Woo Bit-na) - Kang Gjongmin (Kang Kyung-min) - Kang Unszo (Kang Eun-seo) - Cson Dzsijon (Jeon Ji-yeon) - Kim Dajong (Kim Da-young) - Kim Boun (Gim Bo-eun) - Sin Dzsinmi (Shin Jin-mi) |
| Szövetségi kapitány: Henrik Signell | |

## Lovaglás
Díjlovaglás
| Versenyző                        | Ló       | Versenyszám | Selejtező | Selejtező | Selejtező | Döntő | Döntő | Végeredmény | Végeredmény |
| Versenyző                        | Ló       | Versenyszám | Csop.     | Pont      | Hely.     | Pont  | Hely. | Pont        | Helyezés    |
| -------------------------------- | -------- | ----------- | --------- | --------- | --------- | ----- | ----- | ----------- | ----------- |
| Hvang Jongsik (Hwang Young-shik) | Delmonte | Egyéni      |           |           |           |       |       |             |             |

## Műugrás
Férfi
| Versenyző                     | Versenyszám      | Selejtező | Selejtező | Elődöntő | Elődöntő | Döntő | Döntő    |
| Versenyző                     | Versenyszám      | Pont      | Helyezés  | Pont     | Helyezés | Pont  | Helyezés |
| ----------------------------- | ---------------- | --------- | --------- | -------- | -------- | ----- | -------- |
| U Haram (Woo Ha-ram)          | 3 m műugrás      |           |           |          |          |       |          |
| I Dzsegjong (Yi Jae-gyeong)   | 3 m műugrás      |           |           |          |          |       |          |
| Kim Jongthek (Kim Yeong-taek) | 10 m toronyugrás |           |           |          |          |       |          |
| Sin Dzsonghü (Shin Jung-whi)  | 10 m toronyugrás |           |           |          |          |       |          |

Női
| Versenyző                | Versenyszám      | Selejtező | Selejtező | Elődöntő | Elődöntő | Döntő | Döntő    |
| Versenyző                | Versenyszám      | Pont      | Helyezés  | Pont     | Helyezés | Pont  | Helyezés |
| ------------------------ | ---------------- | --------- | --------- | -------- | -------- | ----- | -------- |
| Kim Szudzsi (Kim Su-ji)  | 3 m műugrás      |           |           |          |          |       |          |
| Kim Nahjon (Kim Na-hyun) | 10 m toronyugrás |           |           |          |          |       |          |

## Ökölvívás
Női
| Versenyző              | Versenyszám | Selejtező           | Nyolcaddöntő      | Negyeddöntő       | Elődöntő          | Döntő             | Helyezés |         |
| Versenyző              | Versenyszám | Ellenfél Eredmény   | Ellenfél Eredmény | Ellenfél Eredmény | Ellenfél Eredmény | Ellenfél Eredmény | Helyezés |         |
| ---------------------- | ----------- | ------------------- | ----------------- | ----------------- | ----------------- | ----------------- | -------- | ------- |
| Im Edzsi (Im Ae-ji)    | Harmatsúly  | 0                   |                   |                   |                   |                   |          |         |
| O Jondzsi (Oh Yeon-ji) | Könnyűsúly  | Vu (Wu) (TPE) · 0-5 | kiesett           | kiesett           | kiesett           | kiesett           | kiesett  | kiesett |

## Öttusa
| Cson Ungthe (Jun Woong-tae)      | Férfi |  |  |  |  |  |  |  |  |  |  |  |  |  |  |  |
| Szo Cshangvan (Seo Chang-wan)    | Férfi |  |  |  |  |  |  |  |  |  |  |  |  |  |  |  |
| Kim Szonu (Kim Sun-woo)          | Női   |  |  |  |  |  |  |  |  |  |  |  |  |  |  |  |
| Szong Szungmin (Seong Seung-min) | Női   |  |  |  |  |  |  |  |  |  |  |  |  |  |  |  |

## Sportlövészet
Férfi
| Versenyző                     | Versenyszám                 | Selejtező | Selejtező | Döntő   | Döntő    |
| Versenyző                     | Versenyszám                 | Pont      | Helyezés  | Pont    | Helyezés |
| ----------------------------- | --------------------------- | --------- | --------- | ------- | -------- |
| Cshö Dehan (Choe Dae-han)     | Légpuska (10 m)             |           |           |         |          |
| Pak Hadzsun (Park Ha-jun)     | Légpuska (10 m)             |           |           |         |          |
| I Vonho (Lee Won-ho)          | Légpisztoly (10 m)          | 580       | 4. Q      |         |          |
| Cso Jongdzse (Cho Yeong-jae)  | Légpisztoly (10 m)          | 575       | 14.       | kiesett | kiesett  |
| I Gonhjok (Lee Gun-hyeok)     | Gyorstüzelő pisztoly (25 m) |           |           |         |          |
| Szong Dzsongho (Song Jong-ho) | Gyorstüzelő pisztoly (25 m) |           |           |         |          |
| Kim Minszu (Kim Min-su)       | Skeet                       |           |           |         |          |

Női
| Versenyző                    | Versenyszám                  | Selejtező | Selejtező | Döntő | Döntő    |
| Versenyző                    | Versenyszám                  | Pont      | Helyezés  | Pont  | Helyezés |
| ---------------------------- | ---------------------------- | --------- | --------- | ----- | -------- |
| Kum Dzsihjon (Keum Ji-hyeon) | Légpuska (10 m)              |           |           |       |          |
| Kvon Undzsi (Kwon Eunji)     | Légpuska (10 m)              |           |           |       |          |
| I Unszo (Lee Eun-seo)        | Sportpuska, összetett (50 m) |           |           |       |          |
| Kim Dzsehi (Kim Je-hee)      | Sportpuska, összetett (50 m) |           |           |       |          |
| Kim Jedzsi (Kim Ye-ji)       | Légpisztoly (10 m)           | 578       | 5. Q      |       |          |
| O Jedzsin (Oh Ye-jin)        | Légpisztoly (10 m)           | 582       | 2. Q      |       |          |
| Kim Dzsangmi (Kim Jang-mi)   | Sportpisztoly (25 m)         |           |           |       |          |
| Jang Dzsiin (Yang Ji-in)     | Sportpisztoly (25 m)         |           |           |       |          |
| Csang Gukhi (Jang Kook-hee)  | Skeet                        |           |           |       |          |
| Cso Szona (Cho Seon-ah)      | Trap                         |           |           |       |          |

Vegyes
| Versenyző                                              | Versenyszám     | Selejtező | Selejtező | Elődöntő | Elődöntő | Döntő   | Döntő    |
| Versenyző                                              | Versenyszám     | Pont      | Helyezés  | Pont     | Helyezés | Pont    | Helyezés |
| ------------------------------------------------------ | --------------- | --------- | --------- | -------- | -------- | ------- | -------- |
| Kum Dzsihjon (Keum Ji-hyeon) Pak Hadzsun (Park Ha-jun) | Légpuska (10 m) |           |           | 631.4    | 2 QG     | 12      | Ezüst    |
| Pan Hjodzsin (Ban Hyo-jin) Cshö Dehan (Choe Dae-han)   | Légpuska (10 m) |           |           | 623.7    | 22       | kiesett | kiesett  |

## Sportmászás
| Versenyző                    | Versenyszám      | Selejtező         | Selejtező         | Selejtező         | Selejtező         | Selejtező         | Selejtező      | Selejtező      | Selejtező      | Selejtező      | Selejtező      | Selejtező      | Selejtező      | Selejtező        | Selejtező        | Selejtező        | Selejtező        | Összesítés | Összesítés |
| Versenyző                    | Versenyszám      | Gyorsasági mászás | Gyorsasági mászás | Gyorsasági mászás | Gyorsasági mászás | Gyorsasági mászás | Boulder mászás | Boulder mászás | Boulder mászás | Boulder mászás | Boulder mászás | Boulder mászás | Boulder mászás | Nehézségi mászás | Nehézségi mászás | Nehézségi mászás | Nehézségi mászás | Összesítés | Összesítés |
| Versenyző                    | Versenyszám      | A                 | B                 | Jobb idő          | Pont              | Hely.             | 1              | 2              | 3              | 4              | Összesítés     | Pont           | Hely.          | Elért zóna       | idő              | Pont             | Hely.            | Pont       | Hely.      |
| ---------------------------- | ---------------- | ----------------- | ----------------- | ----------------- | ----------------- | ----------------- | -------------- | -------------- | -------------- | -------------- | -------------- | -------------- | -------------- | ---------------- | ---------------- | ---------------- | ---------------- | ---------- | ---------- |
| I Dohjon (Lee Do-hyun)       | Férfi kombinált  |                   |                   |                   |                   |                   |                |                |                |                |                |                |                |                  |                  |                  |                  |            |            |
| Szo Cshehjon (Seo Chae-hyun) | Női kombinált    |                   |                   |                   |                   |                   |                |                |                |                |                |                |                |                  |                  |                  |                  |            |            |
| Sin Uncshol (Shin Eun-cheol) | Férfi gyorsasági |                   |                   |                   |                   |                   |                |                |                |                |                |                |                |                  |                  |                  |                  |            |            |

## Súlyemelés
Férfi
| Versenyző                    | Versenyszám | Szakítás | Szakítás | Lökés    | Lökés    | Összesen | Helyezés |
| Versenyző                    | Versenyszám | Eredmény | Helyezés | Eredmény | Helyezés | Összesen | Helyezés |
| ---------------------------- | ----------- | -------- | -------- | -------- | -------- | -------- | -------- |
| Pak Csuhjo (Bak Joo-hyo)     | 73 kg       |          |          |          |          |          |          |
| Ju Dongdzsu (Yu Dong-ju)     | 89 kg       |          |          |          |          |          |          |
| Csang Jonhak (Jang Yeon-hak) | 102 kg      |          |          |          |          |          |          |

Női
| Versenyző                      | Versenyszám | Szakítás | Szakítás | Lökés    | Lökés    | Összesen | Helyezés |
| Versenyző                      | Versenyszám | Eredmény | Helyezés | Eredmény | Helyezés | Összesen | Helyezés |
| ------------------------------ | ----------- | -------- | -------- | -------- | -------- | -------- | -------- |
| Kim Szuhjon (Kim Su-hyeon)     | 81 kg       |          |          |          |          |          |          |
| Pak Hjedzsong (Park Hye-jeong) | +81 kg      |          |          |          |          |          |          |

## Szinkronúszás
| Versenyző                                        | Versenyszám | Selejtező        | Selejtező        | Selejtező           | Selejtező           | Selejtező  | Selejtező  | Döntő            | Döntő            | Döntő      | Döntő      | Helyezés |
| Versenyző                                        | Versenyszám | Szabad gyakorlat | Szabad gyakorlat | Technikai gyakorlat | Technikai gyakorlat | Összesítés | Összesítés | Szabad gyakorlat | Szabad gyakorlat | Összesítés | Összesítés | Helyezés |
| Versenyző                                        | Versenyszám | Pont             | Hely.            | Pont                | Hely.               | Pont       | Hely.      | Pont             | Hely.            | Pont+ST    | Hely.      | Helyezés |
| ------------------------------------------------ | ----------- | ---------------- | ---------------- | ------------------- | ------------------- | ---------- | ---------- | ---------------- | ---------------- | ---------- | ---------- | -------- |
| Ho Junszo (Hur Yoon-seo) I Rijong (Lee Ri-young) | Páros       |                  |                  |                     |                     |            |            |                  |                  |            |            |          |

## Taekwondo
Férfi
| Versenyző                    | Versenyszám | Selejtező         | Nyolcaddöntő      | Negyeddöntő       | Elődöntő          | Vigaszág első kör | Vigaszág elődöntő | Bronz- mérkőzés   | Döntő             | Helyezés |
| Versenyző                    | Versenyszám | Ellenfél Eredmény | Ellenfél Eredmény | Ellenfél Eredmény | Ellenfél Eredmény | Ellenfél Eredmény | Ellenfél Eredmény | Ellenfél Eredmény | Ellenfél Eredmény | Helyezés |
| ---------------------------- | ----------- | ----------------- | ----------------- | ----------------- | ----------------- | ----------------- | ----------------- | ----------------- | ----------------- | -------- |
| Pak Thedzsun (Park Tae-joon) | Légsúly     |                   |                   |                   |                   |                   |                   |                   |                   |          |
| Szon Gonu (Seo Geon-woo)     | Váltósúly   |                   |                   |                   |                   |                   |                   |                   |                   |          |

Női
| Versenyző                | Versenyszám | Selejtező         | Nyolcaddöntő      | Negyeddöntő       | Elődöntő          | Vigaszág első kör | Vigaszág elődöntő | Bronz- mérkőzés   | Döntő             | Helyezés |
| Versenyző                | Versenyszám | Ellenfél Eredmény | Ellenfél Eredmény | Ellenfél Eredmény | Ellenfél Eredmény | Ellenfél Eredmény | Ellenfél Eredmény | Ellenfél Eredmény | Ellenfél Eredmény | Helyezés |
| ------------------------ | ----------- | ----------------- | ----------------- | ----------------- | ----------------- | ----------------- | ----------------- | ----------------- | ----------------- | -------- |
| Kim Judzsin (Kim Yu-jin) | Pehelysúly  |                   |                   |                   |                   |                   |                   |                   |                   |          |
| I Dabin (Lee Da-bin)     | Nehézsúly   |                   |                   |                   |                   |                   |                   |                   |                   |          |

## Tenisz
Férfi
| Versenyző                  | Versenyszám | 64-es főtábla     | 32-es főtábla     | Nyolcaddöntő      | Negyeddöntő       | Elődöntő          | Bronz- mérkőzés   | Döntő             | Helyezés |
| Versenyző                  | Versenyszám | Ellenfél Eredmény | Ellenfél Eredmény | Ellenfél Eredmény | Ellenfél Eredmény | Ellenfél Eredmény | Ellenfél Eredmény | Ellenfél Eredmény | Helyezés |
| -------------------------- | ----------- | ----------------- | ----------------- | ----------------- | ----------------- | ----------------- | ----------------- | ----------------- | -------- |
| Kvon Szunu (Kwon Soon-woo) | Egyes       |                   |                   |                   |                   |                   |                   |                   |          |

## Tollaslabda
| Versenyző                                                   | Versenyszám  | Csoportkör                                      | Csoportkör                                          | Csoportkör                               | Nyolcaddöntő | Negyeddöntő       | Elődöntő          | Bronz- mérkőzés   | Döntő             | Helyezés |                   |
| Versenyző                                                   | Versenyszám  | Ellenfél Eredmény                               | Ellenfél Eredmény                                   | Ellenfél Eredmény                        | Hely.        | Ellenfél Eredmény | Ellenfél Eredmény | Ellenfél Eredmény | Ellenfél Eredmény | Helyezés | Ellenfél Eredmény |
| ----------------------------------------------------------- | ------------ | ----------------------------------------------- | --------------------------------------------------- | ---------------------------------------- | ------------ | ----------------- | ----------------- | ----------------- | ----------------- | -------- | ----------------- |
| Cson Hjokcsin (Jeon Hyeok-jin)                              | Férfi egyes  | Coelho (BRA) ·                                  | Naraoka (JPN) ·                                     | N/A                                      |              |                   |                   |                   |                   |          |                   |
| Kang Minhjok (Kang Min-hyuk) Szo Szungdzse (Seo Seung-jae)  | Férfi páros  | Král / · Mendrek (CZE) ·                        | C Popov / · T Popov (FRA) ·                         | Jomkoh / · Kedren (THA) ·                |              | N/A               |                   |                   |                   |          |                   |
| Kim Gaun (Kim Ga-eun)                                       | Női egyes    | Scholtz (RSA) · W (21–12, 21–6)                 | Goh JW (MAS) ·                                      | N/A                                      |              |                   |                   |                   |                   |          |                   |
| Pek Hana (Baek Ha-na) I Szohi (Lee So-hee)                  | Női páros    | Fruergaard / · Thygesen (DEN) ·                 | Lambert / · Tran (FRA) ·                            | Kititharakul / · Prajongjai (THA) ·      |              | N/A               |                   |                   |                   |          |                   |
| Kim Szojong (Kim So-yeong) Kong Hijong (Kong Hee-yong)      | Női páros    | Crasto / · Ponnappa (IND) ·                     | Macujama / · Sida (JPN) ·                           | Mapasa / · Yu (AUS) ·                    |              | N/A               |                   |                   |                   |          |                   |
| Szo Szungdzse (Seo Seung-jae) Cshe Judzsong (Chae Yoo-jung) | Vegyes páros | K Mammeri / · T Mammeri (ALG) · W (21–10, 21–7) | Tabeling / · Piek (NED) ·                           | Puavaranukroh / · Taerattanachai (THA) · |              |                   |                   |                   |                   |          |                   |
| Kim Vonho (Kim Won-ho) Csong Naun (Jeong Na-eun)            | Vegyes páros | Cseng (Zheng) / · Huang (CHN) ·                 | Rivaldy / · Mentari (INA) · L (20-22, 21-14, 19-21) | Gicquel / · Delrue (FRA) ·               |              |                   |                   |                   |                   |          |                   |

## Torna
Férfi
| Versenyző                     | Versenyszám      | Selejtező | Selejtező | Döntő    | Döntő    |
| Versenyző                     | Versenyszám      | Pontszám  | Helyezés  | Pontszám | Helyezés |
| ----------------------------- | ---------------- | --------- | --------- | -------- | -------- |
| Ho Ung (Hur Woong)            | Egyéni összetett |           |           |          |          |
| I Dzsunho (Lee Jun-ho)        | Egyéni összetett |           |           |          |          |
| Rju Szonghjon (Ryu Sung-hyun) | Egyéni összetett |           |           |          |          |

Női
| Versenyző                    | Versenyszám          | Selejtező | Selejtező | Döntő    | Döntő    |
| Versenyző                    | Versenyszám          | Pontszám  | Helyezés  | Pontszám | Helyezés |
| ---------------------------- | -------------------- | --------- | --------- | -------- | -------- |
| Jo Szodzsong (Yeo Seo-jeong) | Női csapat összetett |           |           |          | N/A      |
| Om Dohjon (Eom Do-hyun)      | Női csapat összetett |           |           |          | N/A      |
| I Dajong (Lee Da-yeong)      | Női csapat összetett |           |           |          | N/A      |
| I Junszo (Lee Yun-seo)       | Női csapat összetett |           |           |          | N/A      |
| Sin Szori (Shin Sol-yi)      | Női csapat összetett |           |           |          | N/A      |
| Összesített                  | Női csapat összetett |           |           |          |          |

## Úszás
Férfi
| Versenyző                     | Versenyszám      | Előfutam | Előfutam | Előfutam | Elődöntő | Elődöntő | Elődöntő | Döntő   | Döntő    |
| Versenyző                     | Versenyszám      | Idő      | Hely.    | Össz.    | Idő      | Hely.    | Össz.    | Idő     | Helyezés |
| ----------------------------- | ---------------- | -------- | -------- | -------- | -------- | -------- | -------- | ------- | -------- |
| Csi Jucshan (Ji Yu-chan)      | 50 m gyors       |          |          |          |          |          |          |         |          |
| Hvang Szonu (Hwang Sun-woo)   | 100 m gyors      |          |          |          |          |          |          |         |          |
| Hvang Szonu (Hwang Sun-woo)   | 200 m gyors      |          |          |          |          |          |          |         |          |
| I Hodzsun (Lee Ho-joon)       |                  |          |          |          |          |          |          |         |          |
| Kim Umin (Kim Woo-min)        | 400 m gyors      | 3:45.52  | 7 Q      |          | N/A      | N/A      | N/A      | 3:42.50 | Bronz    |
| Kim Umin (Kim Woo-min)        | 800 m gyors      |          |          | N/A      | N/A      | N/A      | N/A      |         |          |
| Kim Umin (Kim Woo-min)        | 10 km nyílt vízi | N/A      | N/A      | N/A      | N/A      | N/A      | N/A      |         |          |
| I Dzsuho (Lee Ju-ho)          | 100 m hát        |          |          |          |          |          |          |         |          |
| I Dzsuho (Lee Ju-ho)          | 200 m hát        |          |          |          |          |          |          |         |          |
| Cshö Dongjol (Choi Dong-yeol) | 100 m hát        | 1:00.17  | 18       | kiesett  | kiesett  | kiesett  | kiesett  | kiesett | kiesett  |
|                               | 4 × 200 m gyors  |          |          |          | N/A      | N/A      | N/A      |         |          |
|                               | 4 × 100 m vegyes |          |          |          | N/A      | N/A      | N/A      |         |          |

Női
| Versenyző                   | Versenyszám    | Előfutam | Előfutam | Előfutam | Elődöntő | Elődöntő | Elődöntő | Döntő | Döntő    |
| Versenyző                   | Versenyszám    | Idő      | Hely.    | Össz.    | Idő      | Hely.    | Össz.    | Idő   | Helyezés |
| --------------------------- | -------------- | -------- | -------- | -------- | -------- | -------- | -------- | ----- | -------- |
| I Undzsi (Lee Eun-ji)       | 200 m hátúszás |          |          |          |          |          |          |       |          |
| Kim Szojong (Kim Seo-yeong) | 200 m vegyes   |          |          |          |          |          |          |       |          |

Vegyes
| Versenyző | Versenyszám      | Előfutam | Előfutam | Előfutam | Döntő | Döntő    |
| Versenyző | Versenyszám      | Idő      | Hely.    | Össz.    | Idő   | Helyezés |
| --------- | ---------------- | -------- | -------- | -------- | ----- | -------- |
|           | 4 × 100 m vegyes |          |          |          |       |          |

## Vitorlázás
Férfi
| Versenyző               | Versenyszám | Futam | Futam | Futam | Futam | Futam | Futam | Futam | Futam | Futam | Futam | Futam | Futam | Futam | Futam | Futam | Futam | Pontszám | Helyezés |
| Versenyző               | Versenyszám | 1     | 2     | 3     | 4     | 5     | 6     | 7     | 8     | 9     | 10    | 11    | 12    | 13    | 14    | 15    | É     | Pontszám | Helyezés |
| ----------------------- | ----------- | ----- | ----- | ----- | ----- | ----- | ----- | ----- | ----- | ----- | ----- | ----- | ----- | ----- | ----- | ----- | ----- | -------- | -------- |
| Ha Dzsimin (Ha Jee-min) | ILCA 7      |       |       |       |       |       |       |       |       |       |       | N/A   | N/A   | N/A   | N/A   | N/A   |       |          |          |

## Vívás
Férfi
| Versenyző                                                                                                 | Versenyszám       | Selejtező         | 32-es főtábla                   | Nyolcaddöntő               | Negyeddöntő          | Elődöntő              | Bronz- mérkőzés   | Döntő                   | Helyezés |
| Versenyző                                                                                                 | Versenyszám       | Ellenfél Eredmény | Ellenfél Eredmény               | Ellenfél Eredmény          | Ellenfél Eredmény    | Ellenfél Eredmény     | Ellenfél Eredmény | Ellenfél Eredmény       | Helyezés |
| --- | ----------------- | ----------------- | ------------------------------- | -------------------------- | -------------------- | --------------------- | ----------------- | ----------------------- | -------- |
| Kim Dzsevon (Kim Jae-won)                                                                                 | Párbajtőr, egyéni |                   |                                 |                            |                      |                       |                   |                         |          |
| Ha Thegju (Ha Tae-gyu)                                                                                    | Tőr, egyéni       |                   |                                 |                            |                      |                       |                   |                         |          |
| Ku Bongil (Gu Bon-gil)                                                                                    | Kard, egyéni      | erőnyerő          | Ferjani (TUN) · L 8–15          | kiesett                    | kiesett              | kiesett               | kiesett           | kiesett                 | kiesett  |
| O Szanguk (Oh Sang-uk)                                                                                    | Kard, egyéni      | erőnyerő          | Girault (NIG) · W 15–8          | Pakdaman (IRI) · W 15–10   | Arfa (CAN) · W 15–13 | Samele (ITA) · W 15–5 |                   | Ferjani (TUN) · W 15–11 | 1        |
| Pak Szangvon (Park Sang-won)                                                                              | Kard, egyéni      | erőnyerő          | Colin Heathcock (USA) · W 15–10 | Sen (Shen) (CHN) · L 11–15 | kiesett              | kiesett               | kiesett           | kiesett                 | kiesett  |
| Ku Bongil (Gu Bon-gil) O Szanguk (Oh Sang-uk) Pak Szangvon (Park Sang-won) To Gjongdong (Do Gyeong-dong)* | Kard, csapat      | N/A               | N/A                             |                            |                      |                       |                   |                         |          |

Női
| Versenyző                                                                                                 | Versenyszám       | Selejtező         | 32-es főtábla                         | Nyolcaddöntő          | Negyeddöntő       | Elődöntő          | Bronz- mérkőzés   | Döntő             | Helyezés |
| Versenyző                                                                                                 | Versenyszám       | Ellenfél Eredmény | Ellenfél Eredmény                     | Ellenfél Eredmény     | Ellenfél Eredmény | Ellenfél Eredmény | Ellenfél Eredmény | Ellenfél Eredmény | Helyezés |
| --- | ----------------- | ----------------- | ------------------------------------- | --------------------- | ----------------- | ----------------- | ----------------- | ----------------- | -------- |
| Szong Szera (Song Se-ra)                                                                                  | Párbajtőr, egyéni | erőnyerő          | Swatowska-Wenglarczyk (POL) · W 15–11 | Muhari (HUN) · L 6–15 | kiesett           | kiesett           | kiesett           | kiesett           | kiesett  |
| I Hjein (Lee Hye-in)                                                                                      | Párbajtőr, egyéni | erőnyerő          | Jü (Yu) (CHN) · L 13–15               | kiesett               | kiesett           | kiesett           | kiesett           | kiesett           | kiesett  |
| Kang Jongmi (Kang Young-mi)                                                                               | Párbajtőr, egyéni | erőnyerő          | Differt (EST) · L 13–14               | kiesett               | kiesett           | kiesett           | kiesett           | kiesett           | kiesett  |
| Szong Szera (Song Se-ra) I Hjein (Lee Hye-in) Kang Jongmi (Kang Young-mi) Cshö Indzsong (Choi In-jeong)*  | Párbajtőr, csapat | N/A               | N/A                                   |                       |                   |                   |                   |                   |          |
| Jun Dzsiszu (Yoon Ji-su)                                                                                  | Kard, egyéni      |                   |                                       |                       |                   |                   |                   |                   |          |
| Cshö Szebin (Choi Se-bin)                                                                                 | Kard, egyéni      |                   |                                       |                       |                   |                   |                   |                   |          |
| Cson Hajong (Jeon Ha-young)                                                                               | Kard, egyéni      |                   |                                       |                       |                   |                   |                   |                   |          |
| Jun Dzsiszu (Yoon Ji-su) Cshö Szebin (Choi Se-bin) Cson Hajong (Jeon Ha-young) Cson Unhje (Jeon Eun-hye)* | Kard, csapat      | N/A               | N/A                                   |                       |                   |                   |                   |                   |          |